# Odřepsy
Odřepsy (deutsch Odreps, auch Odrepes) ist eine Gemeinde in Tschechien. Sie liegt fünf Kilometer östlich von Poděbrady und gehört zum Okres Nymburk.

## Geographie
Odřepsy befindet sich westlich des Oškobrh (Wolfsberg, 285 m) am linken Ufer des Sánský kanál auf der Ostböhmischen Tafel.
Nachbarorte sind Okřínek im Norden, Srbce und Vlkov pod Oškobrhem im Nordosten, Mlýnek und Oškobrh im Osten, Opolánky und Opolany im Südosten, Kanín und Libice nad Cidlinou im Süden, Choťánky im Südwesten, Vrčení im Westen sowie Pátek und Nové Mlýny im Nordwesten.

## Geschichte

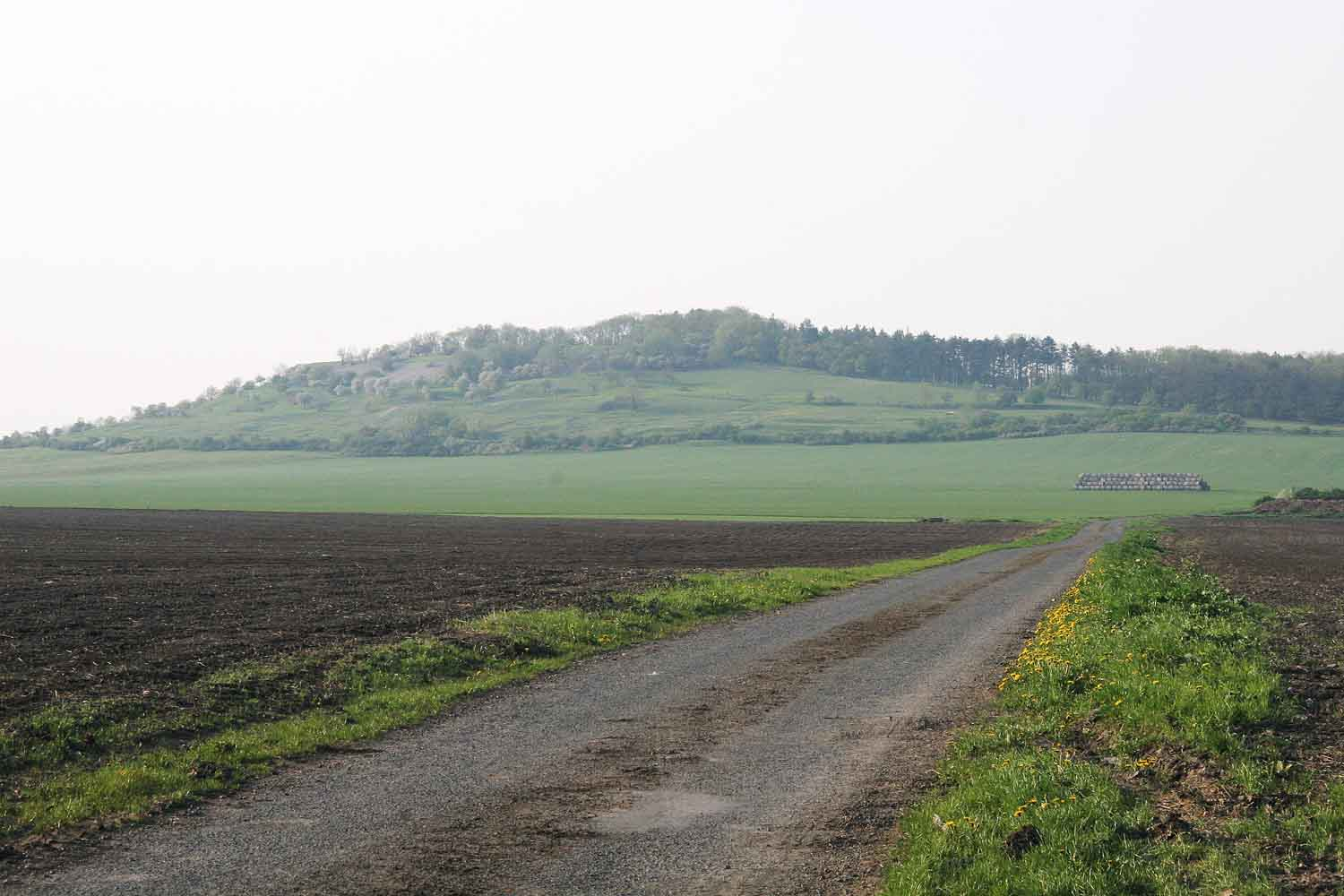
Oškobrh

Die erste schriftliche Erwähnung des an einer alten Handelsverbindung von Prag nach Schlesien gelegenen Dorfes erfolgte 1227 als Besitz des Benediktinerinnenklosters des hl. Georg auf der Prager Burg. 1436 kam das Dorf zur Herrschaft Poděbrady und ab 1495 gehörte es zur Herrschaft Kolín.
Nach der Aufhebung der Patrimonialherrschaften bildete Odřepsy ab 1850 eine Gemeinde im Bezirk Poděbrady. Zum 1. Januar 1961 kam die Gemeinde zum Okres Nymburk.
Bei Odřepsy befindet sich eine archäologische Fundstätte aus der Römerzeit.

## Ortsname
Die Herkunft des skurrilen Ortsnamens wird darin vermutet, dass den Bewohnern im Mittelalter von durchreisenden Prager Kaufleuten ausgesonderte Hunde als Arbeitstiere überlassen worden sein könnten.

## Gemeindegliederung
Für die Gemeinde Odřepsy sind keine Ortsteile ausgewiesen. Zu Odřepsy gehört die Einschicht Mlýnek (Sackmühle).

## Sehenswürdigkeiten
- Oškobrh, Aussichtspunkt und archäologische Fundstätte
- ehemalige Schule, errichtet zu Beginn des 19. Jahrhunderts im Pseudosezessionsstil
- Sánský kanál, Technisches Denkmal
- Sackmühle in Mlýnek, errichtet im 15. Jahrhundert
- Jagdschlösschen mit Tiergarten, in der östlich außerhalb des Dorfes gelegenen und zum Kataster von Odřepsy gehörigen Anlage erfolgt die Zucht von Muffeln
- Gusseisernes Kreuz aus dem Jahre 1864, an der Schule